# 薩里郡 (牙買加)

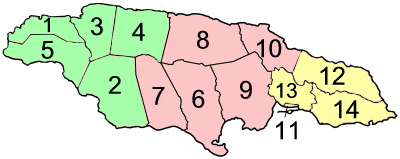
薩里郡4區以黃色標示

薩里郡是牙買加舊時的3個郡之一，位於該國東部，面積2,009.3平方公里，下分4個堂區，分別是金斯敦堂區、波特蘭堂區、聖安德魯堂區和聖湯瑪斯堂區，2001年人口823,689。